# Joel David Moore
Pour les articles homonymes, voir Moore.
Joel David Moore est un acteur, scénariste, réalisateur et producteur de cinéma américain, né le 25 septembre 1977 à Portland (Oregon).
Il est principalement connu pour son rôle d'Eddie Carson dans la série LAX, de Colin Fisher dans Bones, d'Owen Dittman dans le film Dodgeball ! Même pas mal ! et de Norm Spellman dans la sagaAvatar.
Il a également tourné aux côtés de Katy Perry dans le clip Waking Up in Vegas et dans la reprise de Beat It par le groupe Fall Out Boy.

## Biographie

### Jeunesse et formation
Joel David Moore est né de l'union de Missy (née Irvine) et John Moore. Il a grandi à Portland, dans l'Oregon,.
En 1995, il est diplômé à la Benson Polytechnic High School,,. Puis, il part au Mt. Hood Community College à Gresham, dans l'Oregon, pendant deux ans.
En 1998, il entre dans la Southern Oregon University à Ashland, dans l'Oregon, où il obtient son diplôme de Bachelor of Fine Arts en 2001 et se produit deux étés à l’Oregon Shakespeare Festival.

### Carrière
En 2000, il part pour Los Angeles (Californie) pour devenir acteur. Il apparaît dans plusieurs publicités télévisées, dont celles pour eBay, Cingular Wireless et Best Buy
En 2004, il obtient son premier rôle majeur au cinéma avec le film Dodgeball ! Même pas mal ! de Rawson Marshall Thurber. Puis, entre 2004 et 2005, il joue avec un rôle récurrent dans la série de NBC LAX.
En 2006, il enchaîne ensuite les rôles dans les films Grandma's Boy de Nicholaus Goossen et Art School Confidential de Terry Zwigoff, et tient également un rôle principal dans le slasher Butcher : La Légende de Victor Crowley (Hatchet) d'Adam Green.
En 2007, il coréalise avec Adam Green son premier film, le thriller psychologique Spiral (en), qu'il a filmé dans sa ville natale et dans lequel il a partagé la vedette avec Amber Tamblyn
En 2008, il est annoncé au casting avec le rôle du Dr Norm Spellman dans le film Avatar de James Cameron, sorti en 2009. La même année, il est choisi pour interpéter l'interne Colin Fisher dans la série Bones jusqu'à la conclusion de la série en 2017. Il tient aussi l'un des rôles principaux dans le film Présumé Coupable (Beyond a Reasonable Doubt) de Peter Hyams, remake du film L'Invraisemblable Vérité (1956) réalisé par Fritz Lang.
En 2012, il tient deux seconds rôles au cinéma dans le film Disparue (Gone) de Heitor Dhalia, face à Amanda Seyfried et Savages, réalisé par Oliver Stone. La même année, Joel David Moore réalise son deuxième long métrage, Killing Winston Jones, durant l'automne avec les acteurs Danny Glover, Jon Heder et Richard Dreyfuss, entre autres mais le film n'est jamais sorti.
En 2017, il signe pour apparaître dans les suites des films Avatar. Il est présent dans le deuxième film Avatar : La Voie de l'eau de James Cameron (2022) et sera prochainement dans Avatar 3, prévue pour 2025.

## Filmographie

### Cinéma

#### Longs métrages
- 1996 : Foxfire d'Annette Haywood-Carter : 1er excentrique
- 2004 : Raising Genius de Linda Voorhees et Bess Wiley : Rolf
- 2004 : Dodgeball ! Même pas mal ! (Dodgeball: A True Underdog Story) de Rawson Marshall Thurber : Owen Dittman
- 2005 : Sledge: The Untold Story de Brad Martin : lui-même, le prisonnier
- 2006 : Grandma's Boy de Nicholaus Goossen : J. P.
- 2006 : Art School Confidential de Terry Zwigoff : Bardo
- 2006 : Raymond (The Shaggy Dog) de Brian Robbins : l'employé de la librairie
- 2006 : Butcher : La Légende de Victor Crowley (Hatchet) d'Adam Green : Ben
- 2006 : The Elder Son de Marius Balchunas : Kenny
- 2007 : Spiral (en) d'Adam Green et lui-même : Mason[n 2],[16]
- 2007 : The Dead One (en) de Brian Cox : Zak
- 2007 : Shanghai Kiss de Kern Konwiser et David Ren : Joe Silverman[n 3]
- 2008 : Sexy à tout prix ! (The Hottie and the Nottie) de Tom Putnam : Nate Cooper[n 4],[16]
- 2008 : Saucisses à tout prix (Wieners) de Mark Steilen : Greg
- 2009 : Présumé Coupable (Beyond a Reasonable Doubt) de Peter Hyams : Corey Finley
- 2009 : Stuntmen d'Eric Amadio : Troy Lebowski
- 2009 : Avatar de James Cameron : Norm Spellman
- 2010 : Janie Jones de David M. Rosenthal : Dave
- 2011 : Chillerama de 5 réalisateurs : Adolf Hitler (caméo, segment The Diary of Anne Frankenstein d'Adam Green)[17],[n 5]
- 2011 : Shark 3D de David R. Ellis : Gordon
- 2011 : Julia X de P. J. Pettiette : Sam[n 6],[16]
- 2012 : Jamais sans mes enfants ou The Escape (Ticket Out) de Doug Lodato : Riley[n 7]
- 2012 : Disparue (Gone) de Heitor Dhalia : Nick Massey
- 2012 : Jewtopia de Bryan Fogel : Adam Lipschitz (en attente d'une date de sortie en France[17])
- 2012 : Grassroots de Stephen Gyllenhaal : Grant Cogswell (en attente d'une date de sortie en France)[17]
- 2012 : Savages d'Oliver Stone : Craig
- 2013 : Butcher 3 (Hatchet III) de BJ McDonnell : Ben (caméo non crédité)
- 2013 : CBGB de Randall Miller : Joey Ramone (en attente d'une date de sortie en France[17])
- 2014 : The Guest d'Adam Wingard : Craig (en attente d'une date de sortie en France[17])
- 2014 : #Stuck de Stuart Acher : Guy (en attente d'une date de sortie en France[17])
- 2014 : Grace: The Possession de Jeff Chan : Luke (en attente d'une date de sortie en France[17])
- 2015 : Divine Access de Steven Chester Prince : Nigel (en attente d'une date de sortie en France[17])
- 2017 : Drone de Jason Bourque : Gary[n 8]
- 2020 : Cut Throat City de RZA : Peter Felton
- 2020 : The Morning After de Stuart Acher : Guy
- 2022 : The Immaculate Room de Mukunda Michael Dewil : Jason Wright
- 2022 : Killing Daniel (en) (Daniel's Gotta Die) de Jeremy LaLonde : Daniel Powell
- 2022 : The Baker (en) de Jonathan Sobol : Peter
- 2022 : Avatar : La Voie de l'eau (Avatar: The Way of Water) de James Cameron : Norm Spellman
- 2023 : Une retraite d'enfer (The Retirement Plan) de Tim Brown : Fitzsimmons

Prochainement
- date inconnue : Kinda Pregnant de Tyler Spindel[17] (en postproduction)[17]
- 2025 : Avatar: Fire and Ash de James Cameron : Norm Spellman[17] (en postproduction - sortie prévue le 21 décembre 2025 aux États-Unis)[17]

#### Courts métrages
- 2003 : Lost de Katherine Makinney : Charlie (court métrage d'une durée de 12-13 minutes)
- 2005 : Reel Guerrillas de Mark Douglas Miller : Nick Walker
- 2006 : Miles from Home de lui-même : Miles
- 2008 : The Tiffany Problem d'Adam Green et Ryan Schifrin : Sam Hane
- 2008 : Fairy Tale Police d'Adam Green : Big Bad Wolf
- 2009 : Bed Ridden de Jonathan Heap : Jay
- 2010 : The Third Rule d'Aundre Johnson : Peter
- 2012 : American Citizen de Fernandel Almonor : Bob, l'invité de la radio (voix)
- 2017 : Budding Prospects de Terry Zwigoff : Phil

### Télévision

#### Téléfilms
- 2004 : The Amazing Westermans : rôle inconnu
- 2005 : Cooked de David Steinberg : Mike
- 2007 : Shérif, fais-moi peur : Naissance d'une légende (The Dukes of Hazzard: The Beginning) de Robert Berlinger : Cooter[n 9]
- 2012 : Let It Go : Spencer
- 2013 : Date My Dad de Tim Curcio et Nick P. Ross : Owen Phillips

#### Séries télévisées
- 2001 : City Guys : Hoover (saison 5, épisodes 1 et 26)
- 2001-2002 : Boston Public : Hartzell (saison 1, épisode 17 / saison 2, épisode 17)
- 2002 : Deep Cover : Pete Steinem (1 épisode)
- 2002 : Boomtown : Usher #2 (saison 1, épisode 7)
- 2002 : Providence : Howard (saison 5, épisode 11)
- 2003 : Sabrina, l'apprentie sorcière : Pete (saison 7, épisode 17)
- 2003 : Angel : Karl Vamp (saison 4, épisode 13)
- 2003 : Six Feet Under : l'employé de la vidéo (saison 3, épisode 9)
- 2003 : La Vie avant tout : Dan (saison 4, épisode 10)
- 2004 : Le Protecteur : Malcolm Reeves (saison 3, épisode 16)
- 2004-2005 : LAX : Eddie Carson (9 épisodes)
- 2005 : The Inside : Dans la tête des tueurs : Brian Pines (saison 1, épisode 7)
- 2005 : Les Experts : L'homme au bonnet (saison 6, épisode 9)
- 2005-2006 : DOS : Division des opérations spéciales : Craig (5 épisodes)
- 2007 : Dr House : Eddie (saison 3, épisodes 12 et 19)
- 2008-2017 : Bones : Colin Fisher (16 épisodes)
- 2008 : Earl : Clyde (saison 4, épisode 7)
- 2009-2010 : Médium : Keith Bruning (4 épisodes)
- 2010 : Chuck : Mackintosh (saison 4, épisode 5)
- 2011 : Hawaii Five-0 : directeur adjoint Sheldon Tunney (saison 1, épisode 15)
- 2011 : Chaos : Constantine Gallo (saison 1, épisode 11)
- 2011 : Last Man Standing : Bruce (saison 1, épisodes 1 et 3)
- 2012 : Franklin and Bash : Dennis Mazzani (saison 2, épisode 4)
- 2012-2013 : Men at Work : Doug (saison 1, épisode 10 / saison 2, épisode 3)
- 2014-2015 : Forever : Lucas Wahl (22 épisodes)
- 2017 : American Housewife : le capitaine Beauregard (saison 2, épisode 8)
- 2018 : Marvel : Les Agents du SHIELD : Noah (saison 5, épisode 11)

#### Séries d'animation
- 2011 : Les Griffin : ? (voix originale - saison 10, épisode 9)
- 2012 : Transformers: Darkness Rising : Strongarm (voix originale)

#### Émissions
- 2009 : Filmnut : lui-même (invité du talk-show)
- 2011 : The Tyra Banks Show : lui-même (invité du talk-show)
- 2012 : 4 Points : lui-même (saison 1, épisode 3)

### Comme réalisateur
- 2006 : Miles from Home (court métrage) (également scénariste)
- 2007 : Spiral (en) (également producteur exécutif et scénariste[n 10])
- 2009 : Byron Phillips: Found (court métrage) (également scénariste)
- 2010 : Hours Before (court métrage) (également coscénariste et monteur vidéo)
- 2012 : Killing Winston Jones de lui-même (sortie du film annulée) (également producteur exécutif)
- 2016 : Youth in Oregon
- 2021 : L'Ombre du passé (Hide and Seek) (également producteur et scénariste)
- 2023 : Some Other Woman (en) (également producteur)
- 2025 : Killing Winston Jones

Comme producteur
- 2009 : Etienne! (en)
- 2022 : The Immaculate Room
- Bride Hard (en attente)
- The Leader (en attente)

Comme producteur exécutif
- 2009 : Retour à Legend City (Shadowheart)
- 2012 : Jewtopia
- 2014 : #Stuck
- 2023 : Paint
- 2023 : Desperation Road (en)

## Voix francophones
En France, Vincent de Boüard est la voix française régulière de Joel David Moore, depuis 2004.
Au Québec, Claude Gagnon est la voix québécoise la plus fréquente de l'acteur, l'ayant doublé à quatre reprises.

## Commentaires
- Dans l'épisode 9 de la cinquième saison de la série Bones, Colin Fisher, dont Joel David Moore tient le rôle, obtient des places VIP pour assister à la première du film Avatar, film dans lequel il joue également.